# Ramón Núñez Armas
Ramón Núñez Armas (Manatí; 19 de abril de 1953) es un exfutbolista cubano que jugaba como delantero. Compitió en los Juegos Olímpicos de Verano de 1980.

## Trayectoria
En su inicio como deportista en los años de 1965-1968 marcó 19 goles en los Juegos Escolares Nacionales.
En 1972 pasó al Oriente Las Tunas, en 1974 a Mineros Las Tunas (en 1976 obtuvo el subcampeonato de liga) y en 1978 a Las Tunas donde obtuvo el tercer lugar en esa misma temporada y se retiró en 1987.
Varios clubes intentaron contratarlo como la Liga Deportiva Alajuelense y el Deportivo Saprissa de Costa Rica, Los Angeles Aztecs y Chicago Sting, estos dos últimos pusieron interés en el porque tuvieron partidos amistosos contra la selección de Estados Unidos en los años 1979-1980.
No pudo jugar con ninguno porque si le decía algo a algún dirigente, lo marcaba como posible desector y además, era considerado como un traidor si abandonaba su país. Disputó 15 Campeonatos nacionales de Cuba, anotando 123 goles.

## Selección nacional
Se destacó sobre todo dentro de la selección olímpica cubana, participando en los Juegos Olímpicos de 1980 en Moscú, donde marcó un gol contra Venezuela.

### Participaciones en Juegos Olímpicos
| Torneo                   | Sede  | Resultado        |
| ------------------------ | ----- | ---------------- |
| Juegos Olímpicos de 1980 | Moscú | Cuartos de final |

## Clubes
| Club              | País | Año       |
| ----------------- | ---- | --------- |
| Oriente Las Tunas | Cuba | 1972-1974 |
| Mineros Las Tunas | Cuba | 1975-1978 |
| Las Tunas         | Cuba | 1978-1987 |

## Palmarés

### Distinciones individuales
| Distinción                                      | Año  |
| ----------------------------------------------- | ---- |
| Máximo goleador del Campeonato Nacional de Cuba | 1975 |
| Máximo goleador del Campeonato Nacional de Cuba | 1976 |
| Máximo goleador del Campeonato Nacional de Cuba | 1977 |
| Máximo goleador del Campeonato Nacional de Cuba | 1979 |
| Máximo goleador del Campeonato Nacional de Cuba | 1980 |